# Vieux Fou !
Vieux Fou ! est une série de bande dessinée d'aventure écrite par Dieter, dessinée par Emmanuel Moynot et mise en couleurs par Jean-Jacques Chagnaud. Ses trois volumes ont été publiés entre 1999 et 2001 par Delcourt.

## Albums
- Delcourt, coll. « Sang Froid » :

1. Vieux Fou ! (1999)[1]
2. Le Retour du vieux fou (2000)[2]
3. Vieux Fou contre Godzilla (2001)[3]